# Crossandra humbertii
Crossandra humbertii là một loài thực vật có hoa trong họ Ô rô. Loài này được Benoist mô tả khoa học đầu tiên năm 1932.